# Формула веселки
«Формула веселки» (рос. «Формула радуги») — український радянський художній фільм 1966 року режисера Георгій Юнгвальд-Хількевич.

## Сюжет
Молодий вчений Володимир створює свою точну копію — робота Яшу. Але, як завжди буває, творіння повстає проти творця і вирішує жити самостійним життям. Робот тікає від свого творця. Його пошуки ускладнюються тим, що завдяки якомусь хитромудрому пристосуванню у Яші є можливість змінювати зовнішність. Після втечі він робить масу поганого, від чого страждає репутація творця. І той змушений винаходити способи «знешкодження» власного «творіння»...

## У ролях
- Микола Федорцов
- Раїса Недашківська
- Савелій Крамаров
- Іван Рижов — Петя, п'ющий відпочиваючий
- Фрунзик Мкртчян
- Георгій Віцин— директор фабрики іграшок
- Лев Степанов
- Роман Ткачук
- Наталія Варлей
- Микола Гринько
- Євген Шутов
- Зоя Федорова
- Микола Яковченко
- Валерій Ісаков
- Герман Колушкін
- Генріх Осташевський

## Творча група
- Сценарій: Юрій Чернявський
- Режисер: Георгій Юнгвальд-Хількевич
- Оператор: Вадим Авлошенко, Дмитро Федоровський
- Композитор: Олександр Зацепін